# Viktor Praefcke

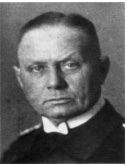
Viktor Praefcke

Viktor Praefcke, auch Präfcke (* 25. Oktober 1872 in Neustrelitz; † 19. November 1962 in Göttingen) war ein deutscher Arzt und Sanitätsoffizier, zuletzt im Charakter eines Admiralarztes der Kriegsmarine.

## Leben
Praefcke wurde als Sohn des Oberkonsistorialrats Victor Praefcke und dessen Ehefrau Lucie, geb. Stein, in Neustrelitz geboren. Er besuchte das Gymnasium in Friedland (Mecklenburg), wo er 21-jährig zu Ostern 1894 das Abitur bestand. Ab dem 1. April leistete er als Einjährig-Freiwilliger Militärdienst. Anschließend studierte er Medizin an den Universitäten Greifswald, München und ab Sommersemester 1897 Rostock. Am 1. Oktober 1900 trat er als Arzt in die Kaiserliche Marine ein und absolvierte verschiedene Land- und Bordkommandos. Außerdem wurde er am 13. Dezember 1900 zum Marineunterarzt, am 6. April 1901 zum Marine-Assistenzarzt und am 28. März 1903 zum Marine-Oberassistenzarzt befördert. Vom 3. März bis zum 27. Mai 1904 reiste Praefcke dann in das vom Kaiserreich China an das Deutsche Reich verpachtete Gebiet Kiautschou und wurde bis zum 5. Juni 1906 als Schiffsarzt auf dem Flusskanonenboot Vaterland eingesetzt. Am 6. Juni 1906 erfolgte die Beförderung zum Marine-Stabsarzt und anschließend die Heimreise nach Deutschland. Hier folgten weitere Land- und Bordkommandos, bis Praefcke am 23. März 1909 zum Schiffsarzt auf dem Großen Kreuzer Scharnhorst ernannt wurde. Mit der Scharnhorst kehrte Praefcke nach Ostasien zurück, da das Schiff ab 1909 in Tsingtau als Flaggschiff des Ostasiengeschwaders stationiert war. Praefckes Dienstzeit an Bord dauerte bis zum 30. Mai 1911. Danach war er zur Verfügung des Gouverneurs von Kiautschou kommandiert und war bei der Bekämpfung der Lungenpest und danach im Marinelazarett Tsingtau eingesetzt. Am 12. März 1912 wurde Praefcke zum Marine-Oberstabsarzt befördert, gleichzeitig war er als Dozent an der im Oktober 1909 eröffneten Deutsch-Chinesischen Hochschule in Tsingtau tätig. Bei der Mobilmachung zum Beginn des Ersten Weltkriegs wurde Praefcke als Bataillonsarzt beim III. Seebataillon und zugleich während der Belagerung von Tsingtau durch die Kaiserlich Japanische Armee als Sanitätsoffizier der Landfront sowie als Chefarzt des Hilfslazaretts Hochschule eingesetzt. Zuletzt diente er kurz vor der Kapitulation als Chef des Gouvernement-Lazaretts. Nach der Kapitulation am 7. November 1914 kam Praefcke als Mediziner nicht in japanische Kriegsgefangenschaft, sondern konnte im November 1914 nach Tsinanfu ausreisen. Von dort ging er nach Shanghai und reiste vom 5. bis zum 29. Juni 1915 zusammen mit Karl Genzken nach San Francisco weiter. Er kehrte nach Deutschland zurück und schloss sich dort erneut den Sanitätstruppen an. Es folgten verschiedene Land- und Bordkommandos, so war er ab dem 25. Januar 1918 Inspektionsarzt der Inspektion des U-Bootwesens und ab dem 1. Oktober 1918 bei der Marinestation der Ostsee und zugleich auch als Chefarzt des Marinelazaretts Kiel-Wik eingesetzt. Nach Kriegsende wurde er in die Reichsmarine übernommen und am 28. Februar 1920 zum Marine-Generaloberarzt befördert. Ab dem 1. September 1923 war Praefcke als Marine-Generalarzt Stationsarzt der Marinestation der Nordsee in Wilhelmshaven tätig, gleichzeitig war er ab dem 15. Juli 1925 auch Chef des dortigen Marine-Sanitätsamtes. Am 31. Oktober 1925 wurde Praefcke dann aus dem aktiven Dienst verabschiedet. Am 21. November 1925 erhielt er noch den Charakter als Marine-Generalstabsarzt.
Im Vorfeld des Zweiten Weltkriegs wurde Praefcke dann am 9. März 1939 im Charakter eines Admiralarztes der Kriegsmarine zur Verfügung gestellt. Er wurde allerdings nicht mehr zum aktiven Dienst herangezogen. Nach dem Krieg wohnte er in Göttingen, wo er 1962 auch verstarb.

## Privates
Praefcke war seit 1912 verheiratet mit Margaret Fischer, die ihm im Januar 1912 nach Ostasien nachgereist war. Das Paar hatte eine Tochter.